# Fehéroroszországban történt légi közlekedési balesetek listája
A Fehéroroszországban történt légi közlekedési balesetek listája mind a halálos áldozattal járó, mind pedig a kisebb balesetek, meghibásodások miatt történt, gyakran csak az adott légiforgalmi járművet érintő baleseteket is tartalmazza évenkénti bontásban.

## Fehéroroszországban történt légi közlekedési balesetek

### 2009
- 2009. október 27., Minszk. Az orosz S-Air légitársaság egyik repülőgépe lezuhant egy mocsaras területen a fehérorosz főváros közelében. A gépen utazó 3 fő utas és 3 fő személyzet közül 5 fő életét vesztette.[1]

### 2021
- 2021. május 19, Baranovicsi közelében. Lezuhant a fehérorosz légierő Jak-130-as típusú repülőgépe. A balesetben a fedélzeten lévő mindkét katona életét vesztette.[2]